# Lactoris fernandeziana
Lactoris fernandeziana är en piprankeväxtart som beskrevs av Rodolfo Amando Philippi. Lactoris fernandeziana ingår i släktet Lactoris och familjen piprankeväxter. Inga underarter finns listade i Catalogue of Life.